# Talberg (Thüringer Schiefergebirge)
Der Talberg ist ein 600,8 m ü. NHN, nach anderen Quellen 602 m hoher Berg im Thüringer Schiefergebirge oberhalb der Ortschaft Wittgendorf im Landkreis Saalfeld-Rudolstadt.
Vom höchsten Punkt besteht eine Aussicht vom Sorbitztal bis hin zum Rennsteig. Trotz der doch eher geringen Höhe von 602 m ist der Kammweg des Thüringer Waldes durch 7 Täler hinweg zu sehen. Eine Schutzhütte knapp unterhalb des Gipfels bietet Blick auf Wittgendorf und unter anderem auf den über 100 m höher gelegenen großen Nachbarn, den Quittelsberg (708,8 m). An der Nordseite befindet sich eine Siedlung mit etwa 20 bewohnten Bungalows.
Rund um den Berg herum entspringen kleine Bäche, die entweder in die weiße oder schwarze Sorbitz fließen.
Folgende Berge und Orte sind vom Talberg aus zu sehen:
- Wickersdorf
- Töpfersbühl (762,6 m)
- Spitze des Funkturms auf dem Rauhhügel (802 m) bei Schmiedefeld
- Meura
- Deesbach
- Kirchberg (784,2 m) bei Oberweißbach; mit Fröbelturm
- Windkraftanlage bei Oberweißbach
- Pumpspeicherwerk Goldisthal mit Oberbecken auf dem Großen Farmdenkopf (868,7 m)
- Quittelsberg (708,8 m)
- Sorbitztal
- Bismarckturm bei Sitzendorf
- Großer Inselsberg (916,5 m) am Rennsteig
- Keilberg (Keil) (676,9 m) mit den Döschnitzer Griffelbrüchen
- Dittrichshütte: Kinderdorf und Allwetterrodelbahn